# Keratella shieli
Keratella shieli är en hjuldjursart som beskrevs av Koste 1979. Keratella shieli ingår i släktet Keratella och familjen Brachionidae. Inga underarter finns listade i Catalogue of Life.